# Opération de la poche de Medak
 (mars 2010).
Si vous disposez d'ouvrages ou d'articles de référence ou si vous connaissez des sites web de qualité traitant du thème abordé ici, merci de compléter l'article en donnant les références utiles à sa vérifiabilité et en les liant à la section « Notes et références ».
L'opération de la poche de Medak (en croate, Džep Medački, en serbe, Медачки џеп) est une opération militaire entreprise par l'armée croate du 9 septembre au 17 septembre 1993 contre la République serbe de Krajina. L'armée croate avait pour but d'atteindre et de contrôler la banlieue sud de Gospić, dans la région de Lika en Croatie.
L'offensive croate a temporairement réussi, l'armée expulsant les forces rebelles serbes des poches de résistances après plusieurs jours de combats. Toutefois, l'opération s'est terminée dans la controverse après une escarmouche avec les soldats de la paix des Nations unies et des accusations de crimes de guerre graves contre des civils serbes locaux. Bien que l'issue de la bataille fût une victoire tactique pour les Croates, il est devenu un risque politique sérieux pour le gouvernement croate et la pression politique internationale a obligé un retrait immédiat des troupes dans le secteur.
Les Forces canadiennes, l'armée française et l'ONU ont échangé des tirs nourris avec les troupes croates. Au Canada, cette bataille fut considérée comme la plus difficile et la plus intense vécue au cours de la dernière moitié du XXe siècle depuis la guerre de Corée.

## L'offensive

### 9-14 septembre
Les forces croates ont commencé l'offensive le 9 septembre 1993 à environ 6h du matin. L'attaque a impliqué environ 2 500 soldats de la force opérationnelle de l'armée croate dans le secteur de Gospić, y compris la 9e brigade, la 111e brigade, le Bataillon de garde de Gospić, le bataillon de garde de Lovinac et les unités spéciales de la police du Ministère serbe de l'Intérieur (MUP). Les Croates avaient des armements saisis, y compris des chars d'assauts T-72, ainsi qu'un grand nombre de pièces d'artillerie et d'armes légères.
Après deux jours de combats, les forces croates avaient pris le contrôle de Divoselo, Citluk et une partie de Pocitelj. L'armée croate a engagé la nouvelle ligne de front en cours de l'opération, juste devant le village de Medak. En guise de représailles, les forces serbes ont commencé à utiliser l'artillerie à longue portée pour bombarder la ville de Karlovac et tiré des missiles balistiques FROG-7 contre Zagreb capitale de la Croatie. L'attaque de Karlovac a été particulièrement brutale et des dizaines de civils ont été tués.
Les deux parties ont échangé des tirs d'artillerie lourde pendant les 12 et 13 septembre. L'ONU a enregistré plus de 6 000 tirs d'obus dans la zone de Medak-Gospić. Le 13 et 14 septembre, l'aviation croate a utilisé des appareils MiG-21 pour attaquer les batteries d'artillerie de l'armée serbe ainsi que des batteries de missiles à proximité de la ville de Banija et Kordun. Un MIG-21 s'est écrasé dans la ville de Vrginmost,.

### 15-17 septembre
L'offensive a attiré de vives critiques internationales et, face à des pressions politiques et militaires autant au pays qu'à l'étranger, le gouvernement croate a convenu d'un cessez-le-feu. Le commandant des Nations unies en Croatie, le général Jean Cot, a préparé les discussions, qui ont été médiatisées. Le 15 septembre un accord de cessez-le-feu a été signé par le général Mile Novakovic, au nom de la partie serbe et le major-général Petar Stipetic, au nom de la Croatie. La convention exigeait des forces croates de se retirer du territoire avant l'offensive du 9 septembre, et pour les forces serbes de se retirer du secteur. Le retrait croate était prévu pour 12h00 le 15 septembre. Afin de superviser le retrait et de protéger la population civile locale, la FORPRONU a envoyé 875 soldats du deuxième bataillon du Princess Patricia Canadian Light Infantry, accompagné de deux unités mécanisées de l'armée française. Les forces de l'ONU, sous le commandement du lieutenant-colonel James Calvin, furent chargées de s'interposer entre les forces serbes et croates.

## Forces canadiennes
Les Forces canadiennes avaient beaucoup plus de troupes et des meilleurs équipements à la disposition de la Force de protection des Nations unies (FORPRONU). Elles étaient donc un choix naturel pour cette tâche dangereuse. Leur infanterie légère disposait d'équipements standard, dont des mitrailleuses d'appui général C-6, des fusils d'assaut Diemaco C7A1, des fusils-mitrailleurs C9 et des armes anti-char Carl Gustav M2 de 84 mm. La compagnie de soutien lourd avait apporté des mortiers de 81 mm et avait aussi à sa disposition des véhicules blindés de transport M-113 équipés de mitrailleuses Browning M2 de calibre 12,7 mm mais certains ont reçu une modification temporaire pour être équipés de missiles anti-char BGM-71 TOW.
Les forces de l'armée croate, sous le prétexte de ne pas avoir reçu l'autorisation de se retirer, ont décidé d'attaquer les forces canadiennes qui se déplaçaient entre les forces serbes et croates. Le soldat Scott LeBlanc, présent lors de l'attaque contre les forces canadiennes et de l'ONU se souvient : « Nous avons commencé à être attaqués presque immédiatement par les Croates ». Lorsque les soldats canadiens commencent à construire une position fortifiée, les Croates tirent des centaines d'obus d'artillerie sur eux. En fin de compte, seulement quatre soldats canadiens ont été blessés pendant l'attaque.
À la nuit tombée, les soldats croates tentent plusieurs manœuvres mais sans succès. Les Canadiens ont neutralisé l'avancée grâce à des tireurs d'élite contre l'infanterie légère. L'armée française avait utilisé des canons de 20 mm pour neutraliser les armes lourdes de l'armée croate. L'ONU a offert une réponse agressive qui a convaincu les Croates de ne plus attaquer simplement avec de l'infanterie légère. L'armée croate a alors déployé des armes plus puissantes, dont des chars d'assaut M-84. L'ONU craignait que l'armée croate utilise aussi des missiles anti-char et des appuis aériens contre la fortification temporaire de l'ONU.

## Crimes
L'organisation des Nations unies (ONU) a immédiatement autorisé une enquête sur l'affaire de Medak incluant les crimes de guerre et les crimes contre l'humanité.
En juin 2007 le procès du général Mirko Norac devant une cour croate relatif à des crimes de guerre commis dans la poche de Medak commence et en mai 2008 la cour rend son verdict : Norac est reconnu coupable et condamné à sept ans de prison pour avoir échoué à empêcher ses soldats de tuer des Serbes (28 civils et 5 prisonniers).
Il est à noter que Norac avait déjà été condamné dans un précédent procès pour son rôle dans le Massacre de Gospic (en).